# Michel & Ida aus Lönneberga
Michel & Ida aus Lönneberga ist ein Zeichentrickfilm von den Regisseuren Alicja Jaworski und Lasse Persson Per Åhlin, der 2013 in Schweden produziert wurde.

## Handlung
Auf Lönneberga gibt es ein Fliegenproblem. Michels Mutter möchte unbedingt Fliegenfänger kaufen. Michels Vater meint daraufhin, dass sie alle betteln müssen, wenn Michels Mutter das Geld für so unnütze Sachen ausgibt. Ida hat Angst arm zu werden. Michel versucht zu helfen. Er beschließt sich das Geld für den Fliegenfänger zusammenzubetteln. Er schnitzt sich einen Bettelstab und verkleidet sich als Bettelkind. Dann geht er zur Pastorsfrau und singt für diese. Die Pastorsfrau hat Mitleid mit dem Jungen und gibt ihm Geld. Dafür kauft Michel 20 Fliegenfänger. Diese hängt er nachts an einem Faden auf. Als Michels Eltern in die Küche gehen, verfangen sie sich in den Fliegenfängern.
Am nächsten Morgen soll Michel zur Pastorsfrau gehen und sich bei ihr dafür entschuldigen, dass er diese belogen hat. Diese ist Michel nicht böse.
Ida möchte auch gerne mal im Tischlerschuppen sitzen, genau wie Michel, wenn dieser etwas anstellt. Daher geht sie umher und fragt Magd Lina und Knecht Alfred, was sie böses anstellen könne, um auch mal dorthin zu kommen. Doch keiner kann ihr helfen.
Michel heckt derweil unbeabsichtigt weitere Streiche aus. So lässt er das Tor, zum Gatter des bösen Schafbocks, auf, als Krösa-Maja gerade nach Lönneberga kommt. Dieser greift Krösa-Maja an. Michel hört deren Hilferufe und lenkt den Schafbock ab. Dieser verfolgt Michel und fällt in einen Tümpel und muss von Michels Vater und Knecht Alfred herausgeholt hat. Als Michels Vater erfährt, wer das Gatter offen gelassen hat, wird Michel wieder im Schuppen eingesperrt.
Auf Lönneberga lebt ein Huhn, das besonders viele Eier legt, doch es versteckt die Eier nun woanders. Michels Mutter sagt zu Ida und Michel, dass sie nach den Eiern suchen sollen. Sie finden das Versteck schnell mit 19 Eiern. Während Michel der Henne zeigt, wo sie Eier legen kann, schaut sich Ida die Eier an. Sie will ausprobieren, welche Eier schlecht und welche noch gut sind. Dabei schlägt sie alle Eier kaputt. Ida sagt zu Michel, dass sie glaubt, sie habe jetzt endlich etwas angestellt. Vorher habe sie es nicht gewusst, erst als sie es bereits getan hatte. Michels Vater kommt, sieht die Eier und schreit Michel an. Michel läuft weg in den Schuppen. Ida weint, weil sie glaubt sie kommt nie in den Tischlerschuppen. Als Ida am Abend von ihrem Missgeschick mit den Eiern erzählt, lacht Michels Vater und entschuldigt sich bei Michel.
Als eine Ratte Lönneberga unsicher macht, stellt Michel eine Rattenfalle auf. Anstatt der Ratte gerät Michels Vater in die Rattenfalle. Michel verbringt den Nachmittag im Schuppen. Immer wenn er gerade wieder herauskommt, passiert wieder etwas neues und Michel muss schon wieder in den Schuppen. Michel findet das ungerecht und will den Schuppen nie wieder verlassen. Seine Eltern und Alfred können Michel vorerst nicht überzeugen herauszukommen. Um ganz sicherzugehen, dass Michel auch im Schuppen bleibt, schließt Magd Lina den Schuppen von außen ab. Sie möchte den Abend ungestört mit Alfred verbringen. Michel möchte schließlich doch hinaus, klettert durch den Schornstein nach draußen und geht mit Alfred im See baden.

## Hintergrund
Michel & Ida aus Lönneberga basiert auf den Illustrationen des schwedischen Künstlers Björn Berg. Im schwedischen Original wird die Erzählerin von Astrid Lindgren höchstpersönlich gesprochen. Dazu wurden Aufnahmen von Hörspielen verwendet. In der deutschen Version ist Karin Nyman, die Tochter von Astrid Lindgren, die Erzählerin. In Schweden wurde der Film 2013 zum 50-jährigen Jubiläum veröffentlicht und hatte dort großen Erfolg. In Deutschland lief er 2014 auf der Berlinale. Am 9. Mai 2014 wurde der Film als DVD veröffentlicht. Außerdem gab es eine Hörspielversion des Filmes.

## Schwedische und deutsche Sprecher
| Rolle                  | Schwedische Sprecher | Deutsche Sprecher                      |
| ---------------------- | -------------------- | -------------------------------------- |
| Erzählerin             | Astrid Lindgren      | Karin Nyman (Astrid Lindgrens Tochter) |
| Michel                 | Gustav Föghner       | Lino Böttcher                          |
| Ida                    | Tilda Ramde          | Emilia Gebauer                         |
| Knecht Alfred          | Lindy Larsson        | Tetje Mierendorf                       |
| Krösa-Maja             | Siw Carlsson         | Sabine Hahn                            |
| Magd Lina              | Rebecka Teper        | Merete Brettschneider                  |
| Mutter Alma            | Elisabet Carlsson    | Ela Nitzsche                           |
| Pfarrer / Ladeninhaber | Hans Åke Gabrielsson | Peter Kirchberger                      |
| Vater Anton            | Allan Svensson       | Robert Missler                         |

## Rezeption
Die Berliner Morgenpost beschreibt die Verfilmung als witzig und farbenfroh.
Der Kinderfilmblog findet, dass Michel & Ida aus Lönneberga auch ein sehr junges Publikum nicht überfordere. Allerdings fordere der Film überhaupt nicht. Konflikte seien „auf recht harmlose Scharmützel beschränkt“, es gebe „keine Ecken und Kanten“. Alles sei „nett, heiter und ein wenig egal“, die schönsten Stellen verdanke der Film einzig und allein „den Qualitäten der Vorlage.“